# Dark Lady (canción)
«Dark Lady» —en español: «Dama oscura»— es una canción de la artista estadounidense Cher. Fue lanzada en diciembre de 1973 como primer sencillo de su decimoprimer álbum de estudio Dark Lady. La canción encabezó el Hot 100 de Billboard el 23 de marzo del 1974, convirtiéndose en su tercer número uno en Estados Unidos, así como el último hasta «Believe», lanzado un cuarto de siglo después.

## Información general
«Dark Lady» fue compuesta por el tecladista de The Ventures, Johnny Durrill. Él declaró: «Gasté toda una semana en la oficina [de Snuff Garrett] tocando canciones para él, una de las cuales Cher grabó. Más tarde, cuando estaba de gira con Ventures por Japón, estaba escribiendo una canción interesante. Le mandé a Garret la canción sin terminar. Él dijo que se encargaría de que la "perra" los matara. Por lo tanto, en la canción, tanto el novio como la pitonisa son asesinados». Peter Fawthrop, crítico de Allmusic, la declaró «una canción folk trístemente cómica».
La mujer referenciada en el título es una pitonisa (mujer que asegura poder predecir el futuro). La narradora de la canción se entera de que su novio le ha sido infiel, según la pitonisa, con alguien muy cercano a ella. Regresa a su casa en estado de shock e incapaz de dormir. De repente, se da cuenta en una ocasión, había percibido una fragancia en su propio dormitorio, la misma que llevaba la pitonisa. Volvió a donde ella con un arma, encontrándola con su amado «riendo y besándose», asesinándolos en un ataque de ira.
En 1974, «Dark Lady» encabezó la lista de éxitos Billboard Hot 100 por una semana, convirtiéndose en el tercer número uno de la artista en aquel país. La canción también lideró los listados de Canadá y Sudáfrica, ingresó al top 10 en Noruega y al top 20 en Australia y Países Bajos.

## Video musical e interpretaciones en vivo
Existen dos versiones del video de «Dark Lady». LA primera versión en una presentación en vivo, extraída originalmente de una interpretación de la artista en The Sonny & Cher Comedy Hour en 1973. En este, Cher viste completamente de negro con un velo del mismo color en su rostro. La segunda versión es un corto animado que narra a fidelidad la historia de la canción. 
En 2002, Dan-O-Rama creó un popurrí de «Dark Lady», así como de otras destacadas canciones de la artista de la misma época, entre ellas, «All I Really Want to Do», «Gypsys, Tramps & Thieves» y  «Half-Breed». El remix fue incluido en la gira de la cantante Living Proof: The Farewell Tour.
En 1999, luego de 25 años de no interpretarla en vivo, Cher incluyó «Dark Lady» en su gira Do You Believe? Tour. Entre 2002 y 2005, cantó la canción 325 veces durante su gira mundial Living Proof: The Farewell Tour.
«Dark Lady» ha estado presente en algunas giras y espectáculos de la cantante:
- Do You Believe? Tour
- Living Proof: The Farewell Tour
- Cher at the Colosseum

## Listas de popularidad

### Semanales
| Australia         | ARIA Charts                 | 17 |
| Bélgica (Flandes) | Ultratop 50 Singles         | 22 |
| Canadá            | RPM                         | 2  |
| Estados Unidos    | Billboard Hot 100           | 1  |
| Noruega           | VG-lista                    | 10 |
| Países Bajos      | Dutch Top 40                | 15 |
| Reino Unido       | The Official Charts Company | 36 |
| Sudáfrica         | SA Charts                   | 4  |

## Certificaciones
| País           | Organismo certificador | Certificación | Simbolización | Ventas certificadas |
| -------------- | ---------------------- | ------------- | ------------- | ------------------- |
| Estados Unidos | RIAA                   | Oro           | ●             | 1 000               |